# Oeneis okamotonis
Oeneis okamotonis är en fjärilsart som beskrevs av Matsumura 1927. Oeneis okamotonis ingår i släktet Oeneis och familjen praktfjärilar. Inga underarter finns listade i Catalogue of Life.